# Katastrofa lotu Kogalymavia 348
Katastrofa lotu Kogalymavia 348 – wypadek, do którego doszło 1 stycznia 2011 roku z udziałem pasażerskiego samolotu Tupolew Tu-154B-2. Na pokładzie maszyny było 126 pasażerów (w tym 10 pracowników linii Kogalymavia) i 8 członków załogi. Podczas kołowania do startu na lotnisku w Surgucie doszło do pożaru w tylnej części samolotu. Zginęły 3 osoby, a 43 zostały ranne. Samolot uległ zniszczeniu w pożarze.

## Samolot
W wypadku brał udział samolot Tu-154B-2 z numerem seryjnym 83A/588 i rejestracją RA-85588. Samolot wyprodukowano w 1983. Maszyna weszła do służby w liniach Aeroflot jako CCCP-85588. W czerwcu 1993 przerejestrowano samolot na RA-85588. W latach 1994–1999 samolot latał w liniach MAVIAL Magadan Airlines. Potem służył w liniach Vladivostok Avia. W kwietniu 2007 trafił do linii Kogalymavia. W chwili wypadku samolot miał 28 lat, wylatane ponad 32 000 godzin w 13 147 cyklach. Napędzany był przez 3 silniki Kuzniecow NK-8-2U.

## Przebieg wydarzeń
Lot 348 był lotem krajowym z Surgutu do Moskwy. Podczas kołowania do startu w kokpicie włączył się alarm sygnalizujący pożar w jednym z silników, wówczas załoga podjęła decyzję o ewakuacji samolotu. Do wypadku doszło o godzinie 13:12 czasu lokalnego. Zginęły 3 osoby, a 43 zostały ranne w wyniku zatrucia się dymem lub z powodu oparzeń. Szczątki samolotu zostały ugaszone o 13:45.

## Następstwa
Po wypadku Federalna Agencja Transportu Lotniczego (Rosawiacja) zaleciła przewoźnikom wycofanie z użytku maszyn Tu-154B dopóki badano przyczyny wypadku linii Kogalymavia. Decyzja ta miała wpływ tylko na 14 samolotów, ponieważ pozostałe latające egzemplarze to wersje Tu-154M. Linie Kogalymavia zobowiązały się do wypłacenia odszkodowania pasażerom uczestniczącym w wypadku w wysokości 20 000 rubli.

## Śledztwo
Śledztwo ws. wypadku prowadził Międzypaństwowy Komitet Lotniczy (MAK). W dniu 28 września 2011 ukazał się raport końcowy, który mówi, że prawdopodobną przyczyną wypadku był wybuch pożaru w prawym panelu generatora znajdującego się pomiędzy 62 i 64 wręgą w kadłubie. Przyczyną pożaru był łuk elektryczny, który został wytworzony przez 20-krotnie większy przepływ prądu w przewodzie.